# Naomi Murakami
Naomi Murakami (jap. 村上 直美, Murakami Naomi; * 29. April 1974) ist eine japanische Badmintonspielerin. 

## Karriere
Naomi Murakami wurde 1998 Fünfte bei der Asienmeisterschaft. Ein Jahr später siegte sie bei den Irish Open und den Italian International. Bei den Japan Open des gleichen Jahres wurde sie wieder Fünfte im Damendoppel. 2000 belegte sie Platz zwei bei den French Open.

## Sportliche Erfolge
| Saison | Veranstaltung         | Disziplin   | Platz | Name                           |
| ------ | --------------------- | ----------- | ----- | ------------------------------ |
| 1998   | Asienmeisterschaft    | Damendoppel | 5     | Hiromi Yamada / Naomi Murakami |
| 1999   | Irish Open            | Damendoppel | 1     | Hiromi Yamada / Naomi Murakami |
| 1999   | Italian International | Damendoppel | 1     | Hiromi Yamada / Naomi Murakami |
| 1999   | Weltmeisterschaft     | Damendoppel | 17    | Naomi Murakami / Hiromi Yamada |
| 1999   | Japan Open            | Damendoppel | 5     | Naomi Murakami / Hiromi Yamada |
| 2000   | French Open           | Damendoppel | 2     | Naomi Murakami / Hiromi Yamada |